# Admagetobriga
Amagetobria ou Magetobria était une ville de Gaule, chez les Séquanes, célèbre par la victoire d'Arioviste sur les Éduens lors de la Bataille de Magetobriga en 63 av. J.-C.. Ce serait désormais Amage à 10 km de Luxeuil, pour C. A. Walckenaer.

## Présentation
Jules César semble être le seul auteur à mentionner une bataille à Admagetobriga, mais la localisation a été discutée dans les sociétés savantes. La lecture du texte de César donne lieu à diverses possibilités : Admagetobriga, ou Ad Magetobrigam,  Magetobriva. 
Cluvier la plaçait à Bingen, Samson à Nahebruck car il lisait Nagetobrica, Blaise de Vinège et Dom Bouquet à Montbéliard, Crestin à Gray, Chevalier à Gevry. Camille Jullian pense qu'il faut chercher Admagetobriga près du Rhin, en Haute-Alsace, entre Colmar et Schlestadt, peut-être à ce dernier emplacement. C'est également ce dernier lieu que pointe Venceslas Kruta.